# Linda Thompson (zangeres)
Linda Thompson (Londen, 23 augustus 1947), geboren als Linda Pettifer en ook wel bekend als Linda Peters, is een Britse folkzangeres. Ze is de ex-vrouw van gitarist en zanger Richard Thompson en de zus van de acteur Brian Pettifer.

## Carrière
Ze begon haar muzikale carrière in het midden van de jaren 60 als zangeres in clubs. In 1968 en 1969 bracht ze onder de naam Linda Peters samen met Paul McNeill twee singles uit, waaronder een cover van Bob Dylans You Ain't Going Nowhere. Het duo noemde zich Paul & Linda.
In 1969 leerde Linda Peters Richard Thompson kennen, met wie ze vanaf 1972 ook opnames maakte. In dezelfde tijd sloot ze zich aan bij the Bunch, een folkrockgroep, waar ze ook kennismaakte met Sandy Denny en Ashley Hutchings. Samen met hen nam ze een album getiteld Rock on op. In de daaropvolgende jaren bracht ze samen met Richard Thompson nog een aantal albums uit, tot de twee in 1982 uit elkaar gingen. Dit wekte alom verbazing, omdat ze net hun succesvolste album hadden uitgebracht en samen een derde kind hadden gekregen.
De daaropvolgende jaren werkte Linda als actrice. In 1985 ging ze een contract aan met Warner Bros. Entertainment, Inc. en begon daarmee aan een solocarrière. Ze kreeg vervolgens echter te kampen met een ernstige heesheid en kon elf jaar lang geen albums uitbrengen. Later werd bij haar ook spasmodische dysfonie vastgesteld.
In 1999 overleed Linda's moeder, waarna Linda besloot haar zangcarrière serieus te hervatten. Om haar stem tijdelijk te herstellen kreeg ze botox-injecties in haar keel toegediend. In 2002 nam ze samen met enkele familieleden en haar ex-man een nieuwe CD op, Fashionably Late.

## Discografie
Richard and Linda Thompson
- I Want To See The Bright Lights Tonight (1974)
- Hokey Pokey  (1975)
- Pour Down Like Silver (1975)
- First Light (1978)
- Sunnyvista (1979)
- Shoot Out The Lights (1982)

Richard and Linda Thompson (live)
- In Concert 1975 (uitgegeven in 2007)

Solo-albums
- One Clear Moment (1985)
- Fashionably Late (2002)
- Versatile Heart (2007)
- Won't Be Long Now (2013)
- Proxy Music (2024)

Solo-compilaties
- Dreams Fly Away (1996)
- Give Me A Sad Song (2001)

Singles - Richard and Linda Thompson
- "I Want to See The Bright Lights Tonight" / "When I Get to the Border" (1974)
- "Hokey Pokey" / "I'll Regret it in the Morning" (1975)
- "Don't Let a Thief Steal Into Your Heart" / "First Light" (1978)
- "Georgie on a Spree" / "Civilisation" (1979)
- "Don't Renege On Our Love" / "Living In Luxury" (1982)

- Bibsys: 15040028
- Bibliothèque nationale de France: cb14001242f (data)
- Gemeinsame Normdatei: 135164540
- International Standard Name Identifier: 0000 0001 1911 7880
- Library of Congress Control Number: n93000625
- Nationale Bibliotheek van Letland: 000108065
- MusicBrainz: 30792486-de7c-458a-873c-ca6931540a70
- Virtual International Authority File: 37146153031705250047